# Јелена Томић (глумица)
Јелена Томић (Крушевац, 30. јануар 1985) је српска филмска и позоришна глумица.

## Биографија
Родила се 30. јануарa 1985. године у Крушевцу. Завршила је Факултет драмских уметности у Београду у класи професора Слободана Шуљагића и Данијела Сича и мастер студије у класи професоркe Гордане Марић. Филмска и позоришна је глумица. Играла је у више домаћих серија и филмова углавном тумачећи епизодне улоге, а неке од њих су „Село гори, а баба се чешља”, „Нек иде живот”, Нечиста крв итд. Члан је крушевачког позоришта. Играла је монодраму Владимирa Ђурђевићa „Живот је лото”.

## Филмографија
| Год.  | Назив                       | Улога                  |
| ----- | --------------------------- | ---------------------- |
| 2011. | Село гори, а баба се чешља. | Ивка, девојка у банци. |
| 2012. | Монтевидео, Бог те видео!   | Данина девојка бр. 5   |
| 2019. | Нек иде живот.              | Зоја.                  |
| 2020. | Неки бољи људи.             | .                      |
| 2021. | Нечиста крв.                | Стојанка.              |
| 2021. | Клан.                       | Продавачица.           |
| 2022. | Попадија.                   | Кројачица.             |

## Позоришне представе
| Представа     | Улога | Редитељ           |
| ------------- | ----- | ----------------- |
| Живот је лото |       | Владимир Ђурђевић |